# Soloe tripunctata
Soloe tripunctata är en fjärilsart som beskrevs av Druce 1896. Soloe tripunctata ingår i släktet Soloe och familjen nattflyn. Inga underarter finns listade i Catalogue of Life.